# Kawarakish
Kawarakish, jedan od dva ogranka Pitahauerat ili Tappage Pawnee Indijanaca. Druga skupina bila je Pitahauerat vlastiti. 
Kawarakishi su moguće bili stranoga porijekla. Prema Georgu E. Hydeu njihovo ime je iz jezika Wichita, a sastoji se od dviju riječi, kawara (njihov oblik od španj. caballo (=konj) i kish (=ljudi). Prema istom autoru, njihovo vjerojatno porijeklo je od Jumano Indijanaca koji su trgovali konjima posredujući između Španjolaca i caddoanskih plemena, u vremenu dok su još bili jak narod na izvoru Red Rivera, između 1630. i 1670. 
Cijepanje Jumano Indijanaca vjerojatno su izazvali Apači, pa se jedna skupina povukla na istok i priključila Tawehashima koji su 1719. živjeli na donjem Canadianu, a druga sjever priključivši se Wichitama i Panis Noirsima.
O stranom porijeklu Kawarakisha koji se razlikuju od Pawneeja ide u prilog i to što jedini među njima nisu obožavali Tirawu.
Spominje ih Grinnell u Pawnee Hero Stories (str. 241, 1889).